# Chen Baoyi
Pour les articles homonymes, voir Baoyi.
Chen Baoyi (陳抱一), né en 1893 à Shanghai et mort le 27 juillet 1945, est un peintre chinois.

## Biographie
En 1913, il rejoint le groupe d'artistes Hakuba-kai au Japon. En 1921, il revient à Shanghai créer son atelier. En 1964, sa femme a fait don de son œuvre au Musée d'Art national de Chine.